# 凯莱英
凯莱英医药集团（天津）股份有限公司（简称凯莱英；深交所：002821，港交所：6821）是一家中国生物技术公司，专注于小分子化学药物。

## 历史
1995年由美籍华人洪浩博士在美国北卡罗来纳州成立，1998年在天津成立国内公司。2016年11月18日在深圳证券交易所挂牌上市，2021年12月10日在香港交易所挂牌上市。

## 主营业务
- 小分子药物
- 化学大分子
- 制剂
- 生物药
- 临床研究服务